# 身池対論
身池対論（しんちたいろん）とは、寺領は国主の供養か仁恩であるかについて、受布施を主張する身延久遠寺・日暹と不受不施を主張する池上本門寺・日樹との対論で、幕府が両者を江戸城で対決させた論争をいう。

## 概要
1630年3月25日（寛永7年2月12日）受布施派は寺領は国主の供養であると主張し、不受不施派は寺領は供養の施と仁恩の施があり、供養一途には解すべきでないと主張した。1630年5月13日（寛永7年4月2日）幕府は対論を裁決し、徳川家康が不受不施派を禁止した裁きに違背した罪として、不受不施派を敗者とする結論を下した。池上本門寺・日樹は信州伊那に流罪、中山法華経寺・日賢は遠州横須賀に流罪、平賀本土寺・日弘は伊豆戸田に流罪、小西檀林・日領は佐渡のち奥州中村に流罪、碑文谷法華寺・日進は信州上田に流罪、中村檀林・日充は奥州岩城平に流罪、となった。また、不受不施派の首謀者として大きな影響を与えた日奥は、裁決直前、1630年4月22日（寛永7年3月10日）66歳で京都妙覚寺に没したが、死後に関わらず再度、対馬に流罪となった。更に幕府は不受不施派の拠点である池上本門寺を日遠に、京都妙覚寺を日乾に与えた。身延久遠寺はこれを好機として飯高檀林・中村檀林・小西檀林の三檀林を接収し、中山法華経寺・小湊誕生寺の不受不施派の拠点をも支配下に収めた。

## 関係者

### 判者
- 南光坊・天海大僧正
- 南禅寺・本光国師・金地院崇伝
- 春日岡・厳海
- 月山寺・弁海
- 三途台・什与
- 寂光院・俊海

### 奉行
- 酒井雅楽頭忠世
- 土井大炊助利勝
- 島田弾正忠利正
- 道春法印
- 永喜法印

### 不受不施派
- 池上本門寺・日樹
- 中山法華経寺・日賢
- 平賀本土寺・日弘
- 小西檀林・日領
- 碑文谷法華寺・日進
- 中村檀林・日充

### 受布施派
- 身延久遠寺・日乾、日遠、日暹
- 藻原妙光寺・日東
- 玉沢妙法華寺・日遵
- 貞松蓮永寺・日長